# Solaris Urbino IV
Le Solaris Urbino IV est un autobus et trolleybus produit depuis 2015 par Solaris Bus & Coach. C'est la quatrième génération du modèle Urbino.

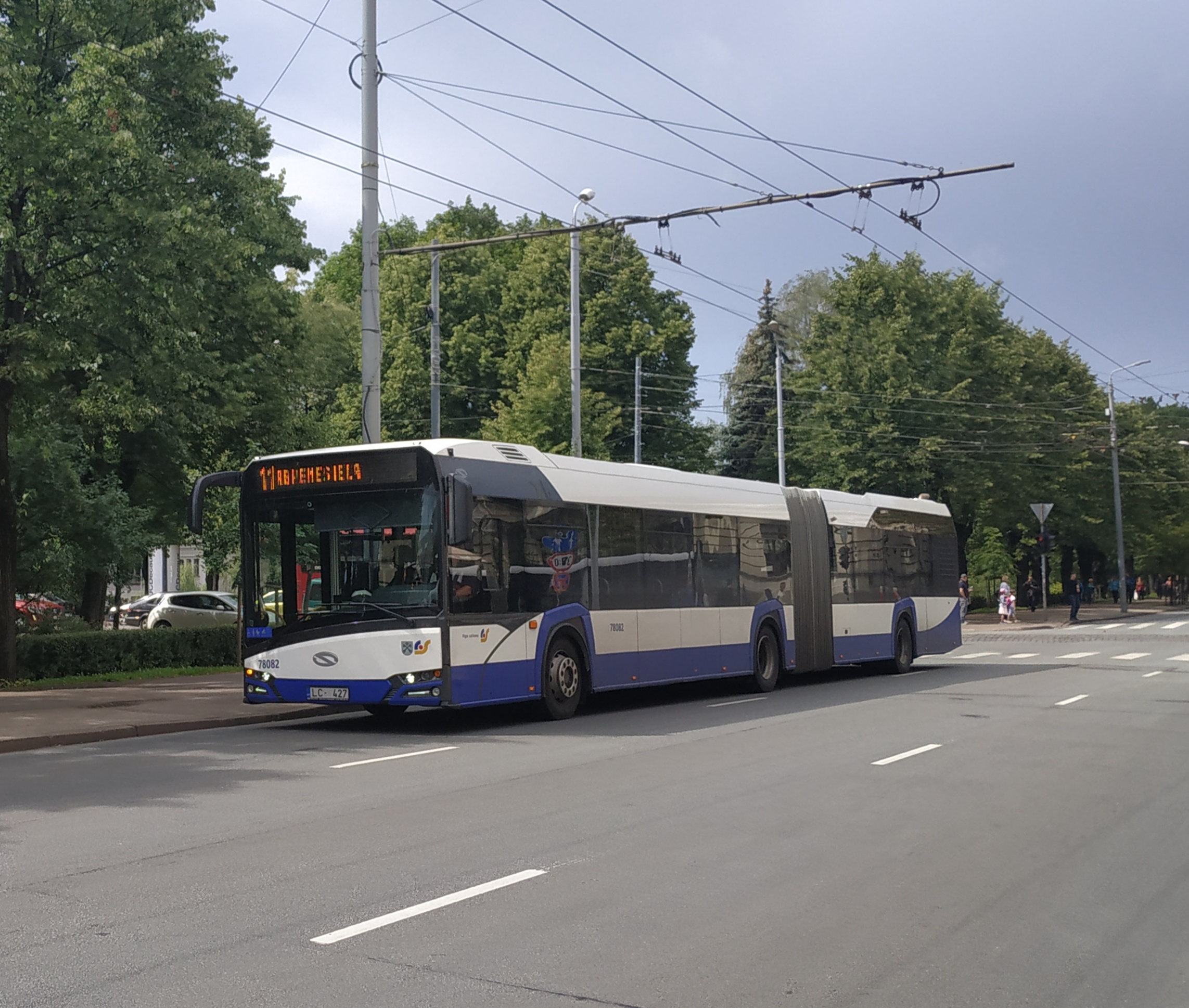
Urbino 18 à Riga.

## Histoire
La production a commencé en janvier 2015.

## Modèles
- Gamme diesel :
  - Urbino 10,5
  - Urbino 12
  - Urbino 18
  - Urbino 12 LE, autobus low entry
- Gamme électrique :
  - Urbino 8,9 LE electric : modèle III toujours produit.
  - Urbino 12 electric
  - Urbino 15 LE electric[1]
  - Urbino 18 electric
- Gamme au gaz :
  - Urbino 12 CNG
  - Urbino 18 CNG
- Gamme hybride :
  - Urbino 12 Hybrid, hybride série
  - Urbino 18 Hybrid, hybride série
  - Urbino 12 LE lite Hybrid, hybride parallèle
- Gamme hydrogène :
  - Urbino 12 hydrogen
- Trolleybus :
  - Trollino 12
  - Trollino 18

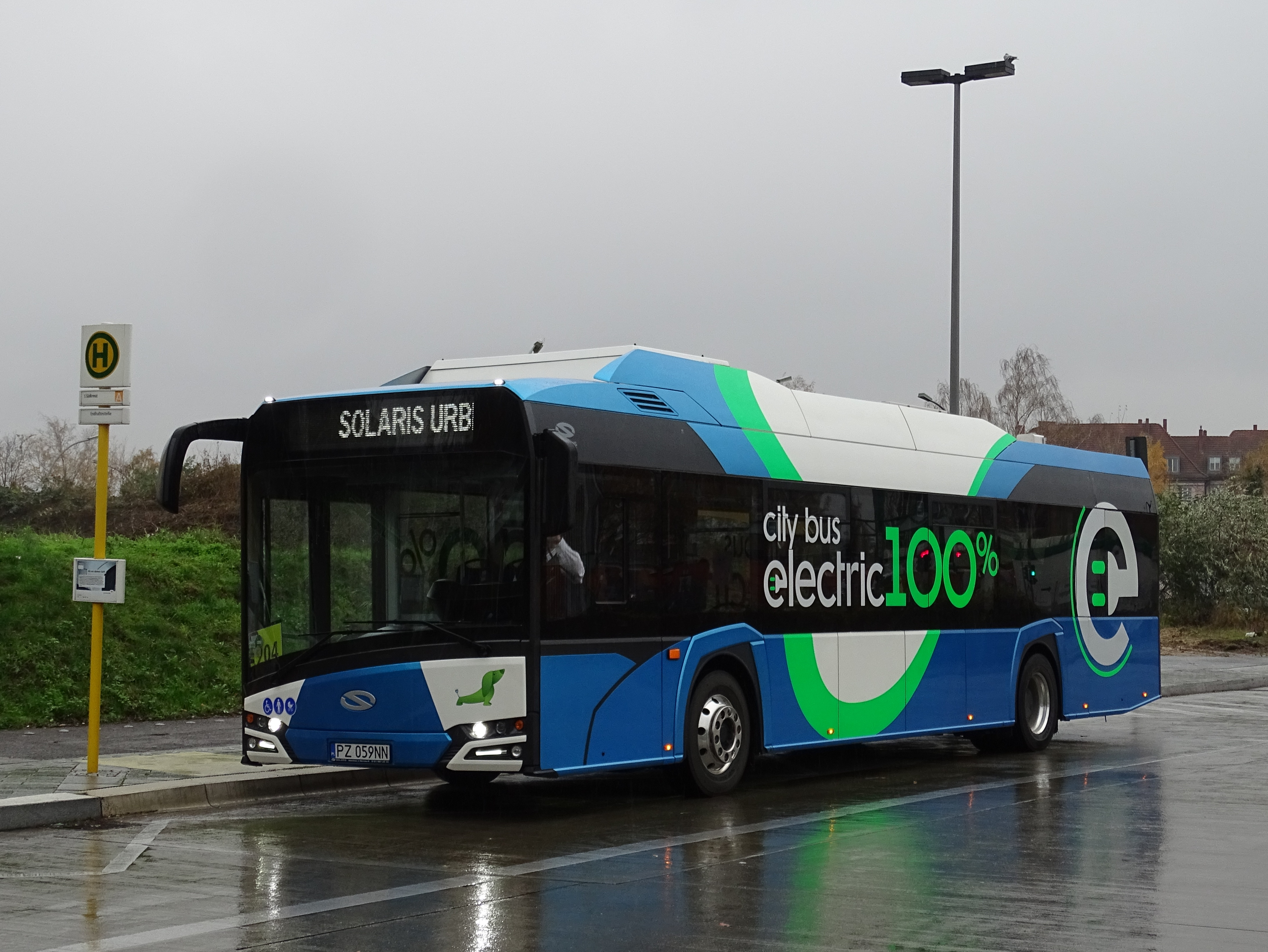
Autobus Urbino 12 Electric en test à Berlin.
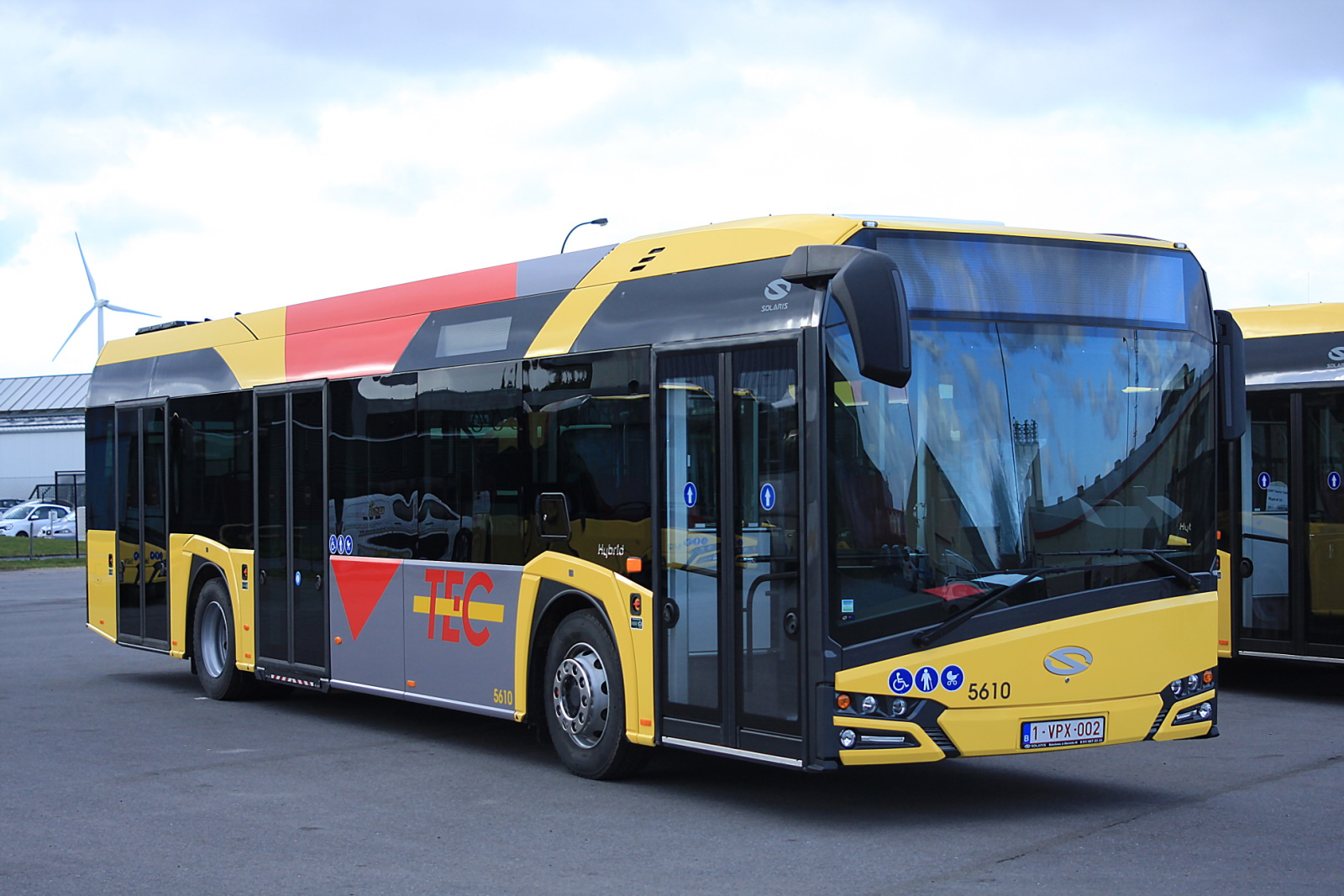
Autobus Solaris Urbino IV 12 Hybrid du TEC Liège-Verviers.
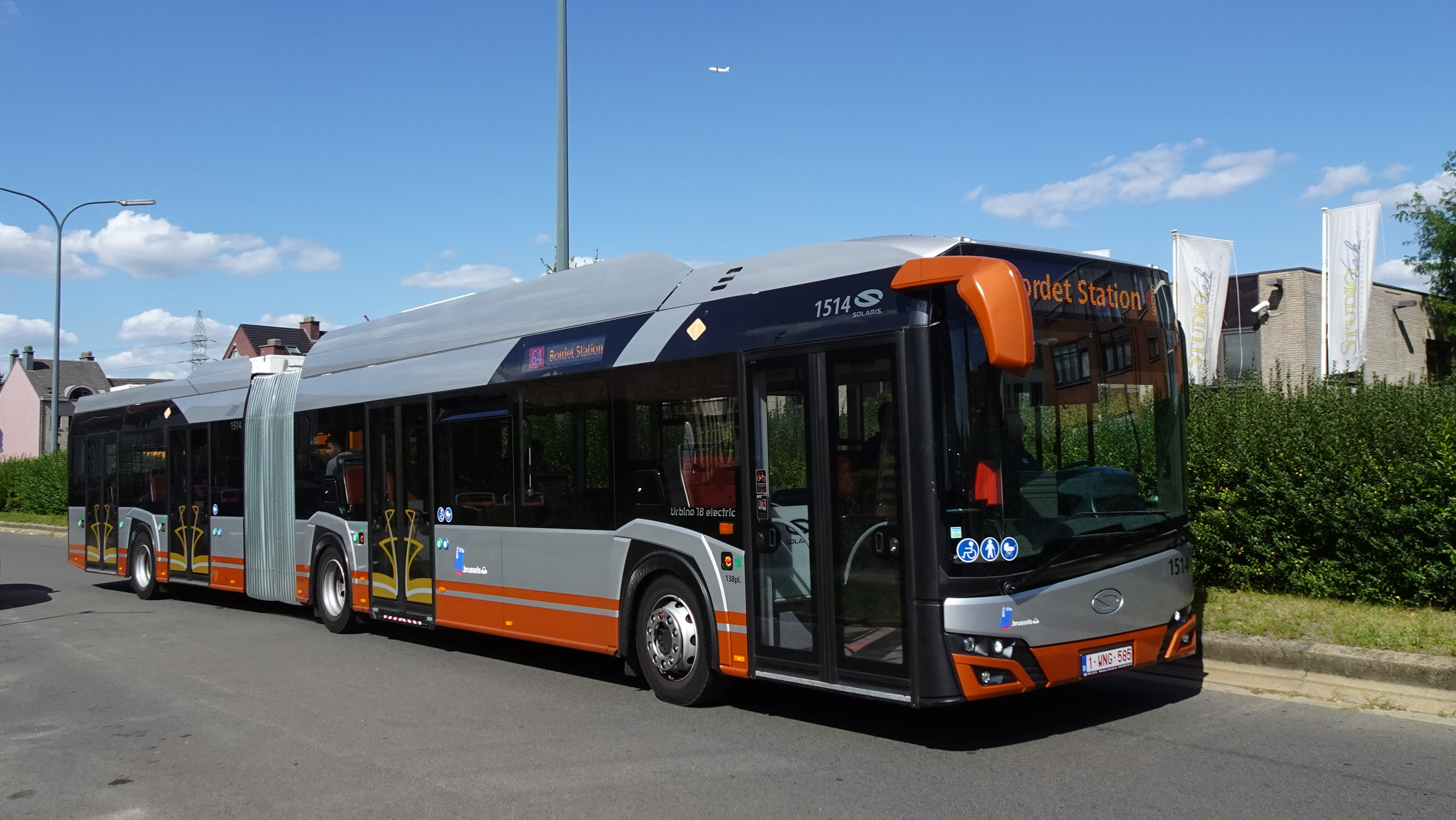
Solaris Urbino IV Electric de la STIB.

## Caractéristiques

### Caractéristiques générales
| Modèle                                             | 10,5            | 12              | 18                  | 12 LE           | 12 Electric     | 18 Electric         | 12 CNG          | 18 CNG              | 12 Hybrid       | 18 Hybrid           | 12 LE lite Hybrid | Trollino 12     | Trollino 18         |
| -------------------------------------------------- | --------------- | --------------- | ------------------- | --------------- | --------------- | ------------------- | --------------- | ------------------- | --------------- | ------------------- | ----------------- | --------------- | ------------------- |
| Longueur (mm) hors rétroviseurs et perches trolley | 10 550          | 12 000          | 18 000              | 12 000          | 12 000          | 18 000              | 12 000          | 18 000              | 12 000          | 18 000              | 12 000            | 12 000          | 18 000              |
| Largeur (mm) hors rétroviseurs                     | 2 550           | 2 550           | 2 550               | 2 550           | 2 550           | 2 550               | 2 550           | 2 550               | 2 550           | 2 550               | 2 550             | 2 550           | 2 550               |
| Hauteur (mm)                                       | 3 050           | 3 050           | 3 050               | 3 180           | 3 300           | 3 300               | 3 250           | 3 250               | 3 100           | 3 100               | 3 200             | 3 450           | 3 450               |
| Empattement (mm) avant / arrière                   | 4 450           | 5 900           | 5 900 / 6 000       | 5 900           | 5 900           | 5 900 / 6 000       | 5 900           | 5 900 / 6 000       | 5 900           | 5 900 / 6 000       | 5 900             | 5 900           | 5 900 / 6 000       |
| Porte-à-faux (mm) avant / arrière                  | 2 700 / 3 400   | 2 700 / 3 400   | 2 700 / 3 400       | 2 700 / 3 400   | 2 700 / 3 400   | 2 700 / 3 400       | 2 700 / 3 400   | 2 700 / 3 400       | 2 700 / 3 400   | 2 700 / 3 400       | 2 700 / 3 240     | 2 700 / 3 400   | 2 700 / 3 400       |
| Portes                                             | 120 220 122 222 | 120 220 122 222 | 1220 2220 1222 2222 | 120 220 121 221 | 120 220 122 222 | 1220 2220 1222 2222 | 120 220 122 222 | 1220 2220 1222 2222 | 120 220 122 222 | 1220 2220 1222 2222 | 120 220 121 221   | 120 220 122 222 | 1220 2220 1222 2222 |

### Motorisation thermique
| Utilisation (option) | 10,5 (12; 12 LE)     | 12; 12 LE (10,5)     | (10,5; 12)           | (10,5; 12; 12 LE) | 18 (10,5; 12; 12 LE) | (10,5; 12; 12 LE; 18) | 12; 18            |
| -------------------- | -------------------- | -------------------- | -------------------- | ----------------- | -------------------- | --------------------- | ----------------- |
| Carburant            | diesel               | diesel               | diesel               | diesel            | diesel               | diesel                | GNV               |
| Moteur               | Cummins B6.7E6D 250B | Cummins B6.7E6D 280B | Cummins B6.7E6D 300B | DAF MX-11 220     | DAF MX-11 250        | DAF MX-11 270         | Cummins ISLG6C320 |
| Construction         |                      |                      |                      |                   |                      |                       |                   |
| Type                 |                      |                      |                      |                   |                      |                       |                   |
| Norme pollution      | Euro 6               | Euro 6               | Euro 6               | Euro 6            | Euro 6               | Euro 6                | Euro 6            |
| Cylindrée            | 6,7 L                | 6,7 L                | 6,7 L                |                   |                      |                       |                   |
| Performance          | 187 kW               | 209 kW               | 224 kW               | 220 kW            | 251 kW               | 270 kW                | 239 kW            |
| Couple               |                      |                      |                      |                   |                      |                       |                   |
| Consommation + CO2   |                      |                      |                      |                   |                      |                       |                   |

### Motorisation électrique (batteries)

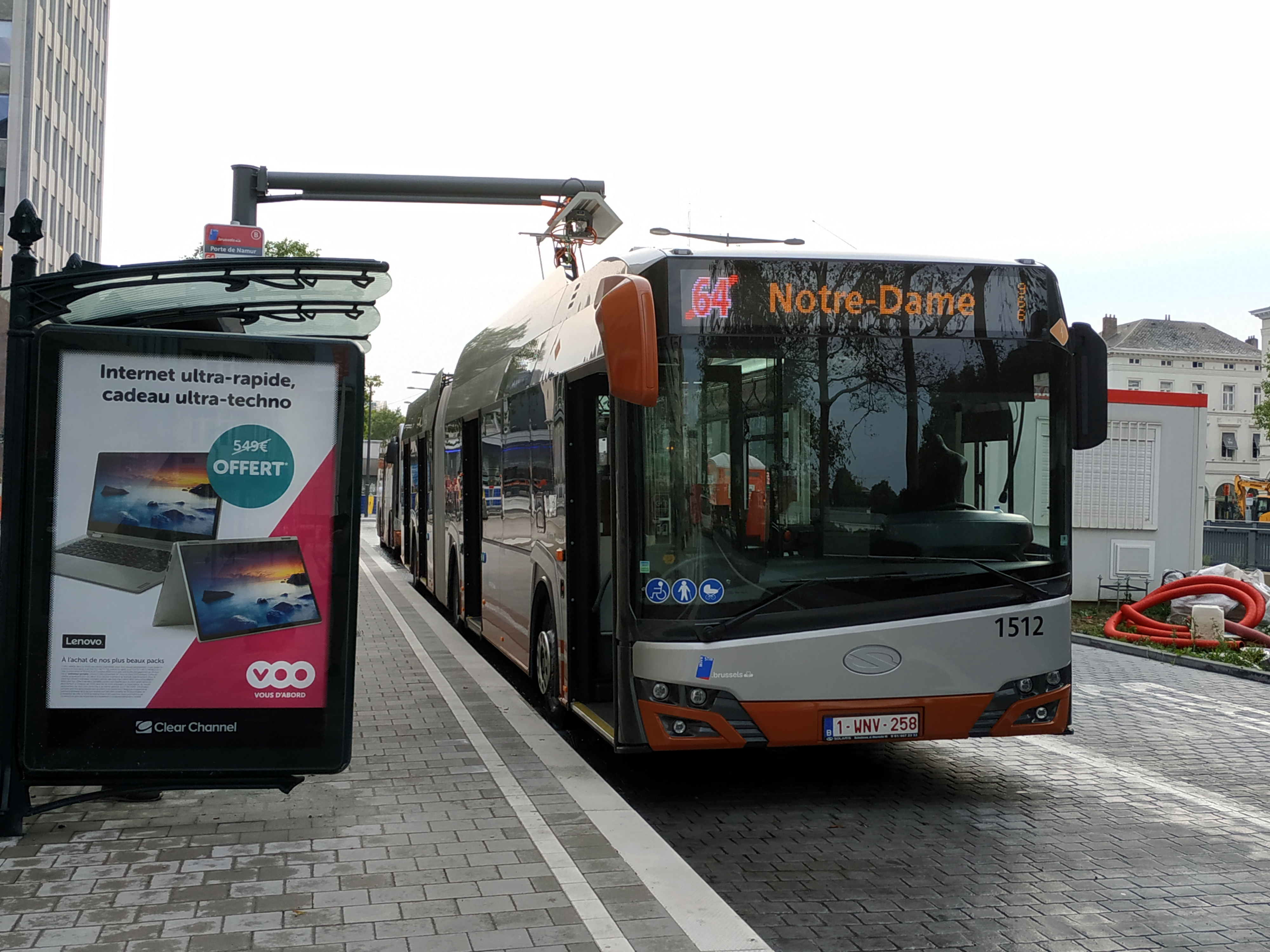
Solaris Urbino IV 18 Electric rechargeant ses batteries au terminus.

| Utilisation (option) | (12)                                                | 12 (18)                     | 18                                                  |
| -------------------- | --------------------------------------------------- | --------------------------- | --------------------------------------------------- |
| Moteur               |                                                     | ZF AVE130 (Essieu portique) |                                                     |
| Type                 | Asynchrone                                          | Moteur roue                 | Asynchrone                                          |
| Puissance continue   | 160 kW                                              | 2 × 110 kW                  | 240 kW                                              |
| Nombre               | 1 par véhicule                                      | 1 par véhicule (12 mètres)  | 1 par véhicule                                      |
| Disposition          | Longitudinal à gauche dans le porte-à-faux arrière. | Moteur-roue.                | Longitudinal à gauche dans le porte-à-faux arrière. |

### Motorisation hybride série
Les versions hybrides de 12 et 18 mètres utilisent la technologie hybride série, le moteur thermique couplé à un générateur servant uniquement à produire de l'électricité. Elles sont équipées d'un moteur Cummins ISB4,5 E6C 210 H couplé à une génératrice de 145 kW pour la version de 12 mètres et d'un moteur Cummins ISB6,7 CE6 300 H couplé à une génératrice de 200 kW pour la version de 18 mètres. Cette génératrice fournit selon la disponibilité des batteries tout ou partie de l'énergie nécessaire au moteur de traction électrique BAE de 120 kW ou 160 kW respectivement pour la version de 12 et 18 mètres. Par ailleurs, de par la traction purement électrique ces modèles ne sont pas équipés de boites de vitesses.
| Utilisation      | 12                              | 18                              |
| ---------------- | ------------------------------- | ------------------------------- |
| Moteur thermique | diesel Cummins ISB4,5 E6C 210 H | diesel Cummins ISB6,7 CE6 300 H |
| Norme pollution  | Euro 6                          | Euro 6                          |
| Cylindrée        | 4,5 L                           | 6,7 L                           |
| Performance      | 157 kW                          | 224 kW                          |
| Génératrice      | BAE HDS100                      | BAE HDS200                      |
| Type             | À aimant permanent.             | À aimant permanent.             |
| Puissance        | 145 kW à 2 100 tr/min           | 200 kW à 2 300 tr/min           |
| Refroidissement  | Eau-glycol                      | Eau-glycol                      |

| Utilisation        | 12,                                                 | 18,                                                 |
| ------------------ | --------------------------------------------------- | --------------------------------------------------- |
| Moteur électrique  | BAE HDS100                                          | BAE HDS200                                          |
| Puissance maximum  | 190 kW                                              | 200 kW                                              |
| Puissance continue | 120 kW                                              | 160 kW                                              |
| Couple maximum     | 3 300 N m                                           | 5 200 N m                                           |
| Couple continu     | 1 610 N m                                           | 2 400 N m                                           |
| Masse              | 297 kg                                              | 352 kg                                              |
| Réducteur          | 4:1                                                 | 4:1                                                 |
| Refroidissement    | Eau-glycol                                          | Eau-glycol                                          |
| Nombre             | 1 par véhicule                                      | 1 par véhicule                                      |
| Disposition        | Longitudinal à gauche dans le porte-à-faux arrière. | Longitudinal à gauche dans le porte-à-faux arrière. |

### Motorisation hybride parallèle
La version 12 LE lite Hybrid utilise à l'inverse des versions classiques de 12 et 18 mètres un système hybride parallèle. Le moteur électrique d'une puissance pouvant être comprise entre 9,7 et 11,5 kW assiste le moteur diesel principalement lors des démarrages et récupère de l'énergie lors du freinage qui est stockée dans les batteries.
| Utilisation       | De série                                                     | Option                                                       |
| ----------------- | ------------------------------------------------------------ | ------------------------------------------------------------ |
| Moteur thermique  | diesel Cummins ISB4,5 E6C 210 H                              | diesel Cummins ISB6,7 E6C 250B                               |
| Norme pollution   | Euro 6                                                       | Euro 6                                                       |
| Cylindrée         | 4,5 L                                                        | 6,7 L                                                        |
| Performance       | 157 kW                                                       | 187 kW                                                       |
| Moteur électrique |                                                              |                                                              |
| Puissance         | 9,7 / 11,5 kW                                                | 9,7 / 11,5 kW                                                |
| Mécanique         |                                                              |                                                              |
| Boite de vitesses | - automatique Voith Diwa 6 - automatique ZF Ecolife (option) | - automatique Voith Diwa 6 - automatique ZF Ecolife (option) |

### Trolleybus
| Utilisation (option) | 12                 | 18                 | 12              | 18              | 18             |
| -------------------- | ------------------ | ------------------ | --------------- | --------------- | -------------- |
| Moteur               | MEDCOM ANT 175-600 | MEDCOM ANT 250-600 | Škoda BlueDrive | Škoda BlueDrive | Kiepe IMC 500  |
| Type                 | Asynchrone         | Asynchrone         | Asynchrone      | Asynchrone      | Asynchrone     |
| Puissance continue   | 175 kW             | 250 kW             | 160 kW          | 250 kW          | 160 kW         |
| Nombre               | 1 par véhicule     | 1 par véhicule     | 1 par véhicule  | 1 par véhicule  | 2 par véhicule |
| Dispositon           |                    |                    |                 |                 |                |

### Aménagement intérieur
La configuration des sièges est variable.

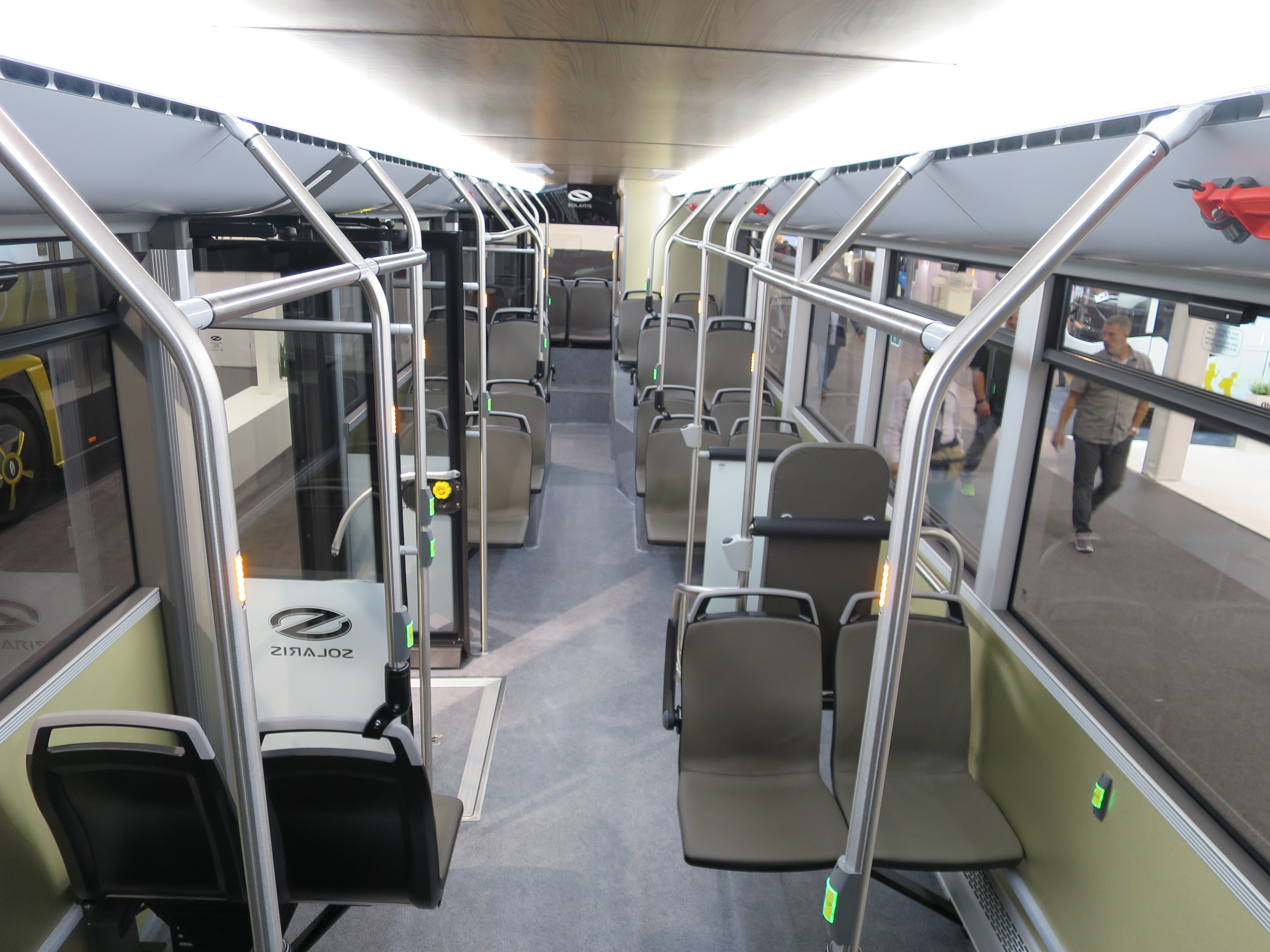
Vue arrière sur les modèles diesel et GNV.

### Documents techniques
- (en) « Solaris Product catalogue 2019-06 : Conventional powertrain », brochure technique pour les versions diesel, sur le site du constructeur, juin 2019
- (en) « Solaris Product catalogue 2019-06 : Alternative powertrains », brochure technique pour les versions électriques, au gaz et hybrides, sur le site du constructeur, juin 2019